# Vinnius
Vinnius Simon, 1902 è un genere di ragni appartenente alla famiglia Salticidae.

## Distribuzione
Le quattro specie note di questo genere sono diffuse in America meridionale, in particolare in Brasile e Argentina.

## Tassonomia
Nel 2002 i generi Arnoliseus e Frespera sono stati divisi da questo genere a seguito di uno studio degli aracnologi Braul e Lise.
A maggio 2010, si compone di quattro specie:
- Vinnius buzius Braul & Lise, 2002 — Brasile
- Vinnius camacan Braul & Lise, 2002 — Brasile
- Vinnius subfasciatus (C. L. Koch, 1846)[2] — Brasile
- Vinnius uncatus Simon, 1902 — Brasile, Argentina